# Rendez-vous (film)
Rendez-vous è un film del 1985 diretto da André Téchiné, vincitore del premio per la miglior regia al 38º Festival di Cannes.

## Trama
Nina è a Parigi in cerca di fortuna: inquieta aspirante attrice, inizia la carriera dividendosi tra Scrutzler, attempato regista teatrale, Quentin, attore di live shows, e Paulot, giovane meschino e abietto che fa l'amore in modo oltraggioso.

## Riconoscimenti
- 1985 - Festival di Cannes
  - Miglior regista
- 1986 - Premio César
  - Migliore promessa maschile (Wadeck Stanczak)